# Hipermédia
A hipermédia a hipertext kiterjesztése, kibővítése audiovizuális elemekkel, objektumokkal (például képpel, hanggal). A hipermédia tehát a rendszer multimédiális jellegét hangsúlyozza a hipertext esetleges szövegközpontúságával szemben. A hipertext és a hipermédia kifejezések a gyakorlatban többnyire szinonimák.

## Interaktív multimédia
A számítógép és felhasználó közötti párbeszédes (interaktív) összeköttetést jelenti. A felhasználó a program futásába beavatkozhat.
A végső felhasználó (end user-a produktum nézője) irányítani tudja, hogy mikor és milyen elemeket szeretne megnézni. Az interaktív multimédia hipermédiává válik akkor, ha ezeket az elemek egy olyan összekötött struktúrába rendezzük, ahol a felhasználó navigálni tud.

## Külső hivatkozások
- Hypertext + Multimédia, Artpool, Budapest, 1996
- Gács Anna: Hipertext, hipermédia (ELTE)